# Nim's Island
Nim's Island (br:A Ilha da Imaginação / pt: A Ilha de Nim), é um filme infantil, baseado no livro de Wendy Orr que narra a história de uma rapariga que tenta salvar o pai, contando para isso com a ajuda de uma escritora e de um herói imginário. O filme ficou sete semanas em cartaz nos Estados Unidos.

## Sinopse
Nim é uma garotinha que vive com o pai em uma ilha distante. A menina é bastante imaginativa e dedica muito tempo a leitura, vivendo as aventuras lidas nos livros. Seu aventureiro favorito e Alex Rover, personagem de um livro escrito por Alexsandra Rover. Nim e Jack, seu pai, são muito unidos, mas um dia ele desaparece misteriosamente, ficando perdido na ilha onde moram. Desesperada, Nim resolve escrever ao aventureiro Alex Rover, herói dos livros infantis, para que ele a ajude a localizar seu pai. Alexsandra ao receber a carta destinada ao personagem criado por ela decide ir auxiliar a menina. Porém, Alex Rover, começa a aparecer para Alexsandra, levando-a a viver algumas aventuras enquanto ajuda a pequena Nim a localizar seu pai.

## Elenco
Abigail Breslin encabeça o elenco do filme, tendo sido indicada ao Teen Choice Awards como melhor atriz  de filme aventura em 2008. Jodie Foster dá vida à solitária escritora Alexandra Rover, e Gerard Butler encarna dois personagens distintos no filme: O herói imaginário, personagem do livro infantil de Nim, Alex Rover, pai de Nim, Jack Russoe.
- Abigail Breslin - Nim Russoe
- Jodie Foster - Alexsandra Rover
- Gerard Butler - Jack Russoe/Alex Rover
- Michael Carman -Capitão do navio cruzeiro
- Mark Brady - Comissário de navio
- Anthony Simcoe - Primeiro companheiro
- Christopher Baker - alferes
- Peter Callan - Pai australiano
- Rhonda Doyle - Mãe de Edmund
- Russell Butler - Pescador idoso
- Colin Gibson - Diretor do cruzeiro